# Palaeotodus
Palaeotodus — викопний рід сиворакшоподібних птахів родини тодієвих (Todidae), що існував в Північній Америці та Європі наприкінці еоцену та впродовж олігоцену. Викопні рештки птаха знайдено у Франції та США (Вайомінг)

## Види
- †Palaeotodus emryi — Olson, 1976 — олігоцен, Вайомінг
- †Palaeotodus escampsiensis — Mourer-Chauviré, 1985 — пізній еоцен, Франція[1]
- †Palaeotodus itardiensis — Mourer-Chauviré, 1985 — ранній олігоцен, Франція.[1]